# 백자 (가수)
백자(1972년 5월 21일 (음력 4월 4일) ~ )는 대한민국의 싱어송라이터이다.

## 생애
전라남도 장흥에서 태어났으며, 한국외국어대학교 경영학을 졸업했다. 1997년부터 1999년까지 그룹 혜화동 푸른섬의 멤버로 활동했으며, 1999년부터는 그룹 우리나라의 멤버로 활동 중이다. 2009년부터는 〈걸음의 이유〉를 내는 등 솔로 가수로도 활동하고 있다. 2010년 1집 《가로등을 보다》를 냈고, 2012년 비정규 음반 〈담쟁이〉를 발표했다. 2013년 2집 <서성이네>를 발표했다.
주요곡은 〈범민련전사〉, 〈주한미군철거가〉, 〈국가보안법철폐가〉 등 그룹 우리나라가 부른 반미·진보 성향의 노래와, 독립군을 기리는 노래로 천리마가 불러 유명한 〈혁명동지가〉, 도종환의 시에 곡을 붙인 〈담쟁이〉, 〈화인〉 등이 있다. 그 외 〈혁명동지가〉, 〈범민련 깃발을 지켜가리라〉, 〈너는 부시냐?〉, 〈통일전사의 맹세〉 등이 있다.

## 앨범

### 정규 음반
- 2010년 1집 《가로등을 보다》
- 2013년 2집 《서성이네》
- 2016년 3집 《화양연화》
- 2023년 4집 《가을이좋다더니》

### 비정규 음반
- 2009년 소품집 《걸음의 이유》
- 2012년 《담쟁이 EP》

### 참여 음반

#### 그룹 우리나라
<1집 우리나라> - 2000
<통일노동자> - 2000
<누가 감히> - 2000
<2집 우리나라> - 2001
<3집 우리 하나되어> - 2002
<우리나라 세상이야기 1,2> - 2003
<4집 달려달려> - 2003
<포장마차에서…> - 2003
<바람 되어날다> - 2004
<우리나라 세상이야기 3,4> - 2004
<독도는 우리의 땅이다> - 2005
<돌아가리라> - 2006
<평화의 노래 통일의 춤을> - 2007
<다시 광화문에서> - 2008
<5집 삶과 사랑> - 2008
<그대, 잘 지내시나요> - 2011
<우리나라 2011 디지털 싱글 Season 2> - 2011

#### 김현성
<백석 시인탄생 100주년 기념음반> - 2012
<보고싶다 정선아> - 2012

## 오디오 파일
- 밤길에 서서
- 또 목련이 핀다
- 안중근의 노래
- 그날
- 사랑하리라
- 의자
- 깃발
- 불면
- 걸음의 이유
- 촛불 찬가
- 독도는 우리의 땅이다
- 잔고증명서 장모증명서
- 홍범도의 노래